# Limburg United
Il Limburg United è una società cestistica con sede ad Hasselt, in Belgio. Fondata nel 2014, gioca in Ligue Ethias.

## Palmarès
- Coppa del Belgio: 2

2022, 2024